# Ruch Stu
Ruch Stu – polska centroprawicowa partia polityczna, działająca w latach 1995–2001, reprezentująca nurt konserwatywno-liberalny.

## Historia
Ugrupowanie powstało na bazie Komitetu Stu (powstałego 8 kwietnia 1995), nieformalnej organizacji wspierającej w 1995 kandydaturę Lecha Wałęsy na prezydenta. Pierwszym prezesem partii został Czesław Bielecki, przewodniczącym rady politycznej Andrzej Olechowski, a przewodniczącym konwentu Wiktor Kulerski.
W 1997 Andrzej Olechowski nalegał, aby Ruch Stu przyłączył się do Stronnictwa Konserwatywno-Ludowego i podpisał porozumienie programowe z Unią Wolności, a wobec braku zgody na taką decyzję odszedł z partii. Ruch Stu wkrótce przystąpił do Akcji Wyborczej Solidarność, w wyborach parlamentarnych w 1997 związani z tą partią kandydaci zdobyli cztery mandaty poselskie (Czesław Bielecki, Franciszka Cegielska, bezpartyjny Paweł Jaros i formalnie rekomendowany przez Instytut Lecha Wałęsy Andrzej Zakrzewski) oraz dwa senatorskie (Krzysztof Piesiewicz i Tadeusz Kopacz).
Ruch Stu nie odegrał istotniejszej roli także w ramach AWS. Wkrótce część jego działaczy odeszła do SKL (m.in. Andrzej Zakrzewski i Paweł Graś) lub Ruchu Społecznego AWS (m.in. Bartłomiej Kołodziej i senatorowie). 15 marca 1999 sąd formalnie wyrejestrował partię i postawił ją w stan likwidacji. W 2001 pozostali działacze łącznie z Czesławem Bieleckim przystąpili do Porozumienia Polskich Chrześcijańskich Demokratów.

## Prezesi
| Portret | Imię i nazwisko      | Okres sprawowania | Okres sprawowania |
| Portret | Imię i nazwisko      | od                | do                |
| ------- | -------------------- | ----------------- | ----------------- |
|         | Czesław Bielecki     | 1995              | 1999              |
|         | Franciszka Cegielska | 1999              | 2000              |
|         | Czesław Bielecki     | 2000              | 2001              |